# Valsartan
Valsartan (INN) is een geneesmiddel dat behoort tot de angiotensine II-receptorantagonisten (AIIRA's). Het wordt gebruikt voor de behandeling van hypertensie (hoge bloeddruk) en hartfalen.. Andere AIIRA's zijn candesartan, eprosartan, losartan, olmesartan, tasosartan, telmisartan en irbesartan.
Angiotensine II is een stof die bloedvaten doet vernauwen, waardoor de bloeddruk stijgt. Valsartan blokkeert het effect van angiotensine II, waardoor de bloedvaten verwijden en de bloeddruk daalt.
In zuivere toestand is valsartan een wit of bijna wit, hygroscopisch poeder. Het is bijna onoplosbaar in water maar wel oplosbaar in watervrije ethanol.
Valsartan wordt door Novartis verkocht onder de merknaam Diovan. Het werd ontwikkeld door Ciba-Geigy, dat later in Novartis opging, en is sinds 1996 internationaal op de markt.
Er zijn ook geneesmiddelen die valsartan bevatten samen met een ander bloeddrukverlagend middel, zoals het diureticum hydrochloorthiazide (merknamen o.a. Diovan Comp) of de calciumkanaalblokker amlodipine (Exforge, Dafiro, Imprida, Copalia, alle van Novartis).
In april 2020 werd bekend dat Valsartan mogelijk een rol kan spelen in de behandeling bij een COVID-19-besmetting.

## Giftige verontreiniging
In juli 2018 bleek dat er in Valsartan, van verschillende fabrikanten, een verontreiniging met de kankerverwekkende stof N-nitrosodimethylamine (NDMA) is opgetreden. Gebruikers werd geadviseerd het medicijn terug te brengen naar hun apotheek. Op 17 september 2018 werd een tweede kankerverwekkende verontreiniging gevonden, het N-nitrosodiethylamine (NDEA). De firma Aurobindo Pharma B.V. riep per 28 augustus 2018, twee batches Valsartan uit de apotheken terug. Eigen onderzoek van de firma heeft vervuiling met NDMA aangetoond in de grondstof die is gebruikt in:
- Valsartan/Hydrochloorthiazide Auro 160 mg/12,5 mg tabletten (RVG 110515)
- Valsartan /Hydrochloorthiazide Auro 80 mg/12,5 mg tabletten (RVG 110514)[6][7]